# Wetsvoorstel (België)
In België wordt met de term wetsvoorstel de akte aangeduid waarbij een lid van het federaal parlement een bepaalde tekst voorlegt ter stemming, met de bedoeling om het wet te laten worden. Dit verschilt van het wetsontwerp op het vlak van wie het initiatiefrecht heeft.
Op het niveau van de Gemeenschappen  en Gewesten spreekt men van een voorstel van decreet of een voorstel van ordonnantie, respectievelijk bij de totstandkoming van een decreet of ordonnantie.  Het initiatief moet in dat geval uitgaan van een lid van het Gemeenschaps- of Gewestparlement.